# Paz de Longjumeau
A Paz de Longjumeau (também conhecida como Tratado de Longjumeau ou Edito de Longjumeau) foi assinada em 23 de março de 1568 por Carlos IX da França e Catarina de Médici. O edito pôs fim à breve segunda Guerra Religiosa Francesa com termos que em grande parte confirmavam os do edito anterior de Amboise. Ao contrário do edital anterior, não seria enviado aos Parlamentos (Sob o Ancien Régime francês, foi um tribunal de apelação provincial do Reino da França, Em 1789, a França tinha 13 parlamentos, o mais antigo e importante dos quais era o Parlamento de Paris) para exame antes de sua publicação, devido ao que a coroa havia sentido como obstrucionismo da última vez. O edital, entretanto, não duraria e seria revogado no final do ano, sendo substituído pelo Edito de Saint-Maurque proibiu o protestantismo no início da terceira guerra religiosa.